# حاییم بارلیف
حاییم بارلیف (انگلیسی: Haim Bar-Lev; ۱۶ نوامبر ۱۹۲۴ – ۷ مهٔ ۱۹۹۴) یا حاییم بار-لو سیاست‌مدار و سپهبد نیروهای دفاعی اسرائیل بود، که در فاصله سال‌های ۱۹۶۸ تا ۱۹۷۲ به‌عنوان هشتمین رئیس ستاد کل نیروهای مسلح اسرائیل فعالیت می‌کرد. وی از ۱۹۷۲ تا ۱۹۷۷ وزیر اقتصاد و از ۱۹۸۴ تا ۱۹۹۰ وزیر امنیت ملی اسرائیل بود.
بارلیف فعالیت نظامی را از سال ۱۹۴۲ در پالماخ آغاز کرد و پس از شکل‌گیری ارتش اسرائیل فعالیت در این سازمان را ادامه داد، از ۱۹۴۸ تا ۱۹۵۰ فرمانده گردان ۸ تیپ ۱۲ نقب بود، از ۱۹۵۶ تا ۱۹۵۸ فرماندهی تیپ ۲۷ زرهی را برعهده داشت و از ۱۹۶۴ تا ۱۹۶۶ به‌عنوان مدیر عملیات نیروهای دفاعی اسرائیل فعالیت می‌کرد.
او از ۱۹۶۷ تا ۱۹۶۸ جانشین رئیس ستاد کل نیروهای دفاعی اسرائیل و با حفظ سمت رئیس اداره عملیات نیروهای دفاعی اسرائیل بود و از ۱۹۷۳ تا ۱۹۷۴ فرماندهی جنوبی اسرائیل را برعهده داشت. عومر بارلیف فرزند اوست.

## زندگی‌نامه
حاییم بروتزلوفسکی در وین از موشه و دورا بروتزلوفسکی (با نام خانوادگی ویلکونسکی) زاده شد. خانواده‌اش در ۴ سالگی به زاگرب نقل مکان کردند و او در آنجا بزرگ شد. پدرش یکی از بزرگان نساجی یوگسلاوی بین دو جنگ جهانی شد. حاییم جوان به شاخه محلی خود در هاشومر هاتزایر پیوست. بارلیف در سال ۱۹۳۹ به فلسطین تحت قیمومیت مهاجرت کرد. بقیه خانواده‌اش دو سال بعد توانستند به فلسطین مهاجرت کنند. از سال ۱۹۴۲ تا ۱۹۴۸، بارلیف در واحدهای نظامی مختلف یهودی، مانند پالماخ، حضور داشت. او هم خلبان و هم چترباز شد که بعدها در توسعه هر دوی این شاخه‌های نظامی در نیروهای دفاعی اسرائیل کمک کرد.
در سال ۱۹۴۶، بارلیف، پل آلنبی در نزدیکی اریحا را منفجر کرد تا از ورود شبه‌نظامیان عرب در ماوراء اردن به شهرهای یهودی در غرب رودخانه اردن جلوگیری کند. در طول جنگ اعراب و اسرائیل در سال ۱۹۴۸، بارلو فرمانده گردان ۸ مکانیزه در تیپ نقب بود که در بخش جنوبی کشور و منطقه شبه جزیره سینا می‌جنگید.
در طول بحران سوئز در سال ۱۹۵۶، او فرماندهی تیپ ۲۷ زرهی را بر عهده داشت که نوار غزه را قبل از چرخش به سمت جنوب غربی و رسیدن به کانال سوئز تصرف کرد. تا سال ۱۹۶۴، او به عنوان مدیر عملیات در نیروهای دفاعی اسرائیل منصوب شد.
در طول جنگ شش روزه ژوئن ۱۹۶۷، او به‌عنوان جانشین رئیس ستاد کل ارتش اسرائیل خدمت کرد. ژنرال حاییم بار-لو، در جایگاه رئیس ستاد ارتش اسرائیل، با وجود توصیه چندین فرمانده باتجربه، ساخت سازه‌های دفاعی در امتداد کانال را آغاز کرد. با این حال، فرماندهان اسرائیلی اولویت خود را به تعیین اینکه آیا «خط بار-لو» صرفاً به عنوان یک «سیم تله» عمل می‌کند، همان‌طور که بعداً ادعا شد، یا یک مانع دفاعی جامع تشکیل می‌دهد، اختصاص ندادند.
بین سال‌های ۱۹۶۸ تا ۱۹۷۱، بارلیف به عنوان رئیس ستاد کل نیروهای دفاعی اسرائیل خدمت کرد که او را به بالاترین مقام نظامی تبدیل کرد.
در طول جنگ یوم کیپور در اکتبر ۱۹۷۳، اگرچه از ارتش اسرائیل بازنشسته شده و به عنوان وزیر تجارت و صنعت فعالیت می‌کرد، اما توسط نخست‌وزیر گلدا مایر به خدمت سربازی فراخوانده شد تا جایگزین شموئل «گورودیش» گونن به عنوان فرمانده ستاد فرماندهی جنوبی شود که از شبه جزیره سینا دفاع می‌کرد. بارلیف نقش محوری در جنگ ایفا کرد. قبل از انتصاب او، جبهه جنوبی تا مرز فروپاشی کامل در آشفتگی بود و گونن قادر به کنترل مؤثر اوضاع نبود. بار-لو بلافاصله مسئولیت را به عهده گرفت و برای تثبیت جبهه تلاش کرد. مهارت‌های سیاسی و مذاکره‌ای او همچنین در کنترل ژنرال‌های میدانی‌اش که با یکدیگر اختلاف داشتند، بسیار مؤثر بود، زیرا هر کدام از آنها در مورد نحوه انجام جنگ در جنوب، عقاید خاص خود را داشتند، که گاهی اوقات عقاید رقیبی نیز بودند. تأثیر ورود بارلیف بر ستاد فرماندهی آشفته جنوب، توسط معاون گونن، آوری بن-آری، در شهادت به اداره تاریخی ارتش اسرائیل اینگونه توصیف شد:
بار-لو آرامش را به همه ما هدیه داد. بالاخره این حس به ما دست داد که یک فرمانده واقعی مسئول داریم. این حس بین ما و بعداً در رادیوهای میدان جنگ نیز مانند آتش پخش شد. بار-لو همچنین توانست گورودیش را آرام کند. قبل از ورود او، جلسات ستاد کل فریاد بلندی از دهان گورودیش بود. بار-لو روال‌های کاری منظمی را برقرار کرد. هیچ‌کس اقتدار او را به چالش نکشید. کشور مدیون اوست. «دولا» به یک اتاق جنگ واقعی، یک اتاق جنگ بخش‌بندی شده، تبدیل شد. به هیچ‌کس (که به آنجا تعلق نداشت) اجازه ورود داده نشد. آرامش بر اتاق جنگ حاکم شد. افسران ستاد کل به انجام وظایف خود در شیفت‌های منظم روی آوردند. حتی لحن صدای آریک (آریل شارون) نیز با ورود بار-لو تغییر کرد.